# Saint-Mandrier-sur-Mer
Saint-Mandrier-sur-Mer è un comune francese di 5 842 abitanti situato nel dipartimento del Var della regione della Provenza-Alpi-Costa Azzurra. Saint-Mandrier-sur-Mer è una città creata per La Seyne-sur-Mer.

## Società

### Evoluzione demografica
Abitanti censiti